# Чемпионат России по лёгкой атлетике в помещении 1996
Открытый чемпионат России по лёгкой атлетике в помещении 1996 года прошёл 23—25 февраля в Москве в манеже ЛФК «ЦСКА». Соревнования являлись отборочными в сборную России на чемпионат Европы в помещении, прошедший 8—10 марта в Стокгольме, столице Швеции. В чемпионате приняли участие 525 спортсменов из 58 регионов России и 6 стран СНГ. На протяжении 3 дней было разыграно 26 комплектов медалей.
Зимой 1996 года также были проведены чемпионаты России в отдельных дисциплинах лёгкой атлетики:
- 9—11 февраля — чемпионат России по многоборьям в помещении (Липецк)
- 10—11 февраля — чемпионат России по суточному бегу в помещении (Подольск)

## Медалисты

### Мужчины
| Дисциплина             | Золото                                 | Золото  | Серебро                               | Серебро | Бронза                                 | Бронза  |
| ---------------------- | -------------------------------------- | ------- | ------------------------------------- | ------- | -------------------------------------- | ------- |
| 60 м                   | Андрей Федорив Москва                  | 6,65    | Павел Галкин Самарская область        | 6,70    | Владислав Лебедев Москва               | 6,73    |
| 200 м                  | Александр Слюньков Белоруссия          | 21,30   | Алексей Кузнецов Саратовская область  | 21,47   | Владислав Лебедев Москва               | 21,55   |
| 400 м                  | Михаил Вдовин Пензенская область       | 47,64   | Александр Добрянский Липецкая область | 47,65   | Алексей Сергеев Ростовская область     | 47,85   |
| 800 м                  | Вячеслав Шабунин Москва                | 1.49,96 | Сергей Кожевников Рязанская область   | 1.50,67 | Эркен Исаков Свердловская область      | 1.50,83 |
| 1500 м                 | Андрей Логинов Москва                  | 3.46,85 | Андрей Задорожный Ярославская область | 3.46,90 | Сергей Мельников Ярославская область   | 3.47,32 |
| 3000 м                 | Венер Кашаев Башкортостан              | 7.59,76 | Сергей Дрыгин Москва                  | 8.00,45 | Сергей Самойлов Курская область        | 8.00,99 |
| 3000 м с препятствиями | Константин Томский Москва              | 8.35,76 | Алексей Руденко Курская область       | 8.37,29 | Алексей Потапов Волгоградская область  | 8.37,40 |
| 60 м с барьерами       | Евгений Печёнкин Новосибирская область | 7,68    | Андрей Кислых Кемеровская область     | 7,69    | Сергей Ветров Москва                   | 7,70    |
| Прыжок в высоту        | Леонид Пумалайнен Москва               | 2,28 м  | Алексей Макурин Башкортостан          | 2,28 м  | Алексей Денисов Алтайский край         | 2,22 м  |
| Прыжок с шестом        | Пётр Бочкарёв Москва                   | 5,75 м  | Дмитрий Марков Белоруссия             | 5,75 м  | Евгений Смирягин Санкт-Петербург       | 5,65 м  |
| Прыжок в длину         | Александр Главацкий Белоруссия         | 8,01 м  | Александр Жарков Самарская область    | 7,93 м  | Вячеслав Таранов Волгоградская область | 7,83 м  |
| Тройной прыжок         | Армен Мартиросян Армения               | 16,86 м | Виктор Сотников Санкт-Петербург       | 16,85 м | Игорь Гавриленко Краснодарский край    | 16,83 м |
| Толкание ядра          | Вячеслав Лыхо Московская область       | 19,91 м | Евгений Пальчиков Иркутская область   | 19,57 м | Сергей Николаев Санкт-Петербург        | 19,25 м |

### Женщины
| Дисциплина             | Золото                                  | Золото  | Серебро                                 | Серебро | Бронза                                   | Бронза  |
| ---------------------- | --------------------------------------- | ------- | --------------------------------------- | ------- | ---------------------------------------- | ------- |
| 60 м                   | Наталья Анисимова Санкт-Петербург       | 7,14    | Надежда Рощупкина Тульская область      | 7,19    | Наталья Мерзлякова Свердловская область  | 7,20    |
| 200 м                  | Марина Жирова Москва                    | 23,25   | Надежда Рощупкина Тульская область      | 23,26   | Елена Петушинская Московская область     | 23,87   |
| 400 м                  | Ольга Котлярова Свердловская область    | 52,23   | Екатерина Куликова Санкт-Петербург      | 52,71   | Маргарита Пономарёва Санкт-Петербург     | 53,71   |
| 800 м                  | Светлана Мастеркова Москва              | 2.01,73 | Екатерина Подкопаева Московская область | 2.03,98 | Алла Краснослободская Краснодарский край | 2.04,46 |
| 1500 м                 | Екатерина Подкопаева Московская область | 4.16,45 | Мария Пантюхова Иркутская область       | 4.16,96 | Ольга Чурбанова Свердловская область     | 4.16,97 |
| 3000 м                 | Людмила Петрова Чувашия                 | 9.07,13 | Марина Плужникова Нижегородская область | 9.13,35 | Татьяна Маслова Ставропольский край      | 9.21,20 |
| 2000 м с препятствиями | Светлана Поспелова Иркутская область    | 6.08,59 | Ольга Егорова Чувашия                   | 6.09,74 | Марина Плужникова Нижегородская область  | 6.12,74 |
| 60 м с барьерами       | Светлана Лаухова Санкт-Петербург        | 8,19    | Ирина Коротя Московская область         | 8,28    | Светлана Волошина Курская область        | 8,32    |
| Прыжок в высоту        | Наталья Голоднова Самарская область     | 1,96 м  | Виктория Серёгина Приморский край       | 1,94 м  | Елена Гуляева Москва                     | 1,92 м  |
| Прыжок с шестом        | Марина Андреева Краснодарский край      | 4,20 м  | Галина Енваренко Краснодарский край     | 4,10 м  | Наталья Механошина Москва                | 3,90 м  |
| Прыжок в длину         | Елена Синчукова Москва                  | 6,75 м  | Нина Переведенцева Татарстан            | 6,70 м  | Людмила Михайлова Кировская область      | 6,58 м  |
| Тройной прыжок         | Наталья Каюкова Хабаровский край        | 14,10 м | Людмила Дубкова Москва                  | 13,90 м | Марина Горячева Московская область       | 13,83 м |
| Толкание ядра          | Ирина Худорошкина Московская область    | 18,65 м | Светлана Кривелёва Московская область   | 18,47 м | Эльвира Урусова Москва                   | 18,06 м |

## Чемпионат России по многоборьям
Чемпионы страны в мужском семиборье и женском пятиборье определились 9—11 февраля 1996 года в Липецке в легкоатлетическом манеже Дворца спорта «Юбилейный». Елена Лебеденко установила личный рекорд и впервые в карьере стала чемпионкой страны. С результатом 4735 очков она возглавила рейтинг мирового сезона.

### Мужчины
| Дисциплина | Золото                        | Золото     | Серебро                            | Серебро   | Бронза                              | Бронза     |
| ---------- | ----------------------------- | ---------- | ---------------------------------- | --------- | ----------------------------------- | ---------- |
| Семиборье  | Сергей Хохлов Санкт-Петербург | 5797 очков | Сергей Никитин Кемеровская область | 5691 очко | Александр Авербух Иркутская область | 5611 очков |

### Женщины
| Дисциплина | Золото                 | Золото     | Серебро                    | Серебро    | Бронза                          | Бронза    |
| ---------- | ---------------------- | ---------- | -------------------------- | ---------- | ------------------------------- | --------- |
| Пятиборье  | Елена Лебеденко Москва | 4735 очков | Ирина Вострикова Татарстан | 4598 очков | Наталья Попыкина Алтайский край | 4332 очка |

## Чемпионат России по суточному бегу
Чемпионат России по суточному бегу в помещении прошёл 10—11 февраля в Подольске на 133-метровом круге манежа местной ДЮСШ. Соревнования проходили в рамках сверхмарафона «Подольские сутки» и проводились в память о Николае Сафине, установившем здесь тремя годами ранее высшее мировое достижение (275 576 м). В соревнованиях женщин Елена Сидоренкова преодолела за сутки 248 901 м, превысив таким образом мировой рекорд. Однако этот результат (как и рекорд Сафина) не был ратифицирован международной ассоциацией из-за несертифицированной длины дорожки и отсутствия строгого документирования пройденных участниками кругов.

### Мужчины
| Дисциплина   | Золото                        | Золото    | Серебро                              | Серебро   | Бронза                            | Бронза    |
| ------------ | ----------------------------- | --------- | ------------------------------------ | --------- | --------------------------------- | --------- |
| Суточный бег | Насибулла Хуснуллин Татарстан | 262 853 м | Николай Кругликов Смоленская область | 256 457 м | Энвер Балабеков Кировская область | 242 927 м |

### Женщины
| Дисциплина   | Золото                               | Золото    | Серебро                            | Серебро   | Бронза                              | Бронза    |
| ------------ | ------------------------------------ | --------- | ---------------------------------- | --------- | ----------------------------------- | --------- |
| Суточный бег | Елена Сидоренкова Смоленская область | 248 901 м | Флюра Гимаева Свердловская область | 215 015 м | Зинаида Шабалина Московская область | 208 346 м |

## Состав сборной России для участия в чемпионате Европы
По итогам чемпионата и с учётом выполнения необходимых нормативов, в состав сборной для участия в чемпионате Европы в помещении в Стокгольме вошли:
Мужчины
60 м: Андрей Федорив, Павел Галкин.

200 м: Андрей Федорив.

400 м: Александр Добрянский.

1500 м: Андрей Задорожный.

60 м с барьерами: Андрей Кислых.

Прыжок в высоту: Леонид Пумалайнен.

Прыжок с шестом: Виктор Чистяков — имел освобождение от отбора, Пётр Бочкарёв.

Прыжок в длину: Кирилл Сосунов, Юрий Наумкин — имели освобождение от отбора.

Тройной прыжок: Виктор Сотников, Игорь Гавриленко, Александр Аселедченко.

Толкание ядра: Вячеслав Лыхо.
Женщины
60 м: Надежда Рощупкина, Наталья Мерзлякова.

200 м: Марина Жирова.

400 м: Татьяна Чебыкина — имела освобождение от отбора, Ольга Котлярова.

800 м: Светлана Мастеркова.

1500 м: Екатерина Подкопаева.

3000 м: Людмила Петрова, Мария Пантюхова.

Прыжок в высоту: Наталья Голоднова, Виктория Серёгина.

Прыжок с шестом: Галина Енваренко, Наталья Механошина.

Прыжок в длину: Елена Синчукова, Нина Переведенцева.

Тройной прыжок: Наталья Каюкова.

Толкание ядра: Ирина Худорошкина.

Пятиборье: Елена Лебеденко, Ирина Вострикова.